# あらためまして、はじめまして、ミドリです。
『あらためまして、はじめまして、ミドリです。』は、日本のロックバンド、ミドリのアルバム。2008年5月14日、ソニー・ミュージックアソシエイテッドレコーズよりリリース。

## 解説
- メジャー移籍後初のフルアルバム。
- アルバムタイトルは前述の通りメジャー初のフルアルバムであること、新メンバーに岩見のとっつぁん（Ba）を迎え[3][4][5][6][7]、新生ミドリとしての初音源ということからつけられた。
- 山本直樹がジャケットのイラストを手掛けている[8][9]。

## 収録曲
1. スキ (0:44)
2. ゆきこさん (3:08)
PVが制作された。
3. かなしい日々。 (2:38)
4. お猿 (2:08)
挿入曲：「おさるのかごや」（作詞：山上武夫、作曲：海沼實）
5. 根性無しあたし、あほぼけかす (1:39)
6. ちはるの恋 (3:29)
7. ひみつの2人 (3:27)
8. 5拍子 (4:38)
9. ハウリング地獄 (3:33)
10. 無欲の無力 (5:43)
インスト曲。

- 作詞：後藤まりこ (#1、#3～#9)、ミドリ(#2)
- 作曲・編曲：ミドリ

## 発売形態
| 形態 | 発売日        | 品番      | 発売元                                       | 備考   |
| ---- | ------------- | --------- | -------------------------------------------- | ------ |
| CD   | 2008年5月14日 | AICL-1919 | ソニー・ミュージックアソシエイテッドレコーズ | [ 2 ]  |
| LP   | 2008年11月5日 | CPAR-2009 | Cicada Peaks                                 | [ 10 ] |

## 関連書籍
- 『バンドスコア ミドリ「あらためまして、はじめまして、ミドリです。」』ヤマハミュージックメディア、2008年、ISBN 978-4-636-83111-5。